# Marie Keis Uhre
Marie Keis Uhre med kunstnernavnet Uhre  er sanger, sangskriver og kunstner fra Danmark. Hun synger udover i eget navn også med bandet Lilyphone, som har udgivet to album, begge produceret af Rogers Masson (The Black Crowes, Emmylou Harris) og har lavet udgivelser med duoen UhreWaja, som havde P3s uundgåelige i november 2013.
Uhre har lavet en del samarbejder med internationale DJs og er feature på blandt andet Alexander Brown (DK) Hallelujah, Mosimann (F) The Gifted One og SHAAN (IND) Break Your Ways.
Uhre arbejder oftest med at udvikle sange og malerier sideløbende, således at hver af hendes sange er tilknyttet et billede. Dette kan ses på hendes cover-art.
Hendes debut-EP i eget navn kommer til november.
Udover sit musikalske virke er Marie Keis Uhre også aktiv kunstmaler med fast tilknytning til Galleri Puls Art på Vesterbro i København. Hun blev tildelt kunstprisen Kunsttalent 2011.

## Diskografi
- Make A Wish (2005) - Dansk Melodi Grand Prix
- Lilyphone (2009)
- Muserella og Muserole (2010)
- Hvem danser twist & hvem danser polka? (2012)
- Heavy Coat (2012)
- Så kom du (UhreWaja, 2013)
- UhreWaja (EP, 2014)
- Morgendagen (UhreWaja, 2014)
- The Gifted One (UHRE, 2015)
- Ivory Lines (UHRE, 2016)
- Alone in Crowds (Uhre, 2018)